# Votations fédérales de 2011 en Suisse
Une seule votation fédérale a été organisée en 2011 en Suisse  le 13 février.

## Mois de février
Le 13 février 2011, un seul objet a été soumis à la votation.